# 朝鲜半岛儒学
朝鮮半島儒學，指儒學在朝鮮半島的傳播與發展。儒學的遺產今天仍然是朝鮮半島社會的基本組成部分，塑造道德體系，生活方式。

## 起源
最早的儒學是來自秦朝的亡人帶來，與漢字一起在漢四郡時代引入，後成为朝鮮三国官方思想。

## 高麗儒學
高麗光宗創建科举，高麗成宗是奠定儒学的關鍵人物，他成立國子監成均館。王朝末期，安珦由元朝引入朱熹程朱理學思想，展開了朱子學在朝鮮半島的發展。

## 在朝鮮王朝的宋明理學
朝鲜王朝是高麗末期信仰朱子學的官员建立，因此儒学在李朝是官方學问。李朝經过500年經營成为一个儒家國家，佛教与朝鲜巫教保留在乡下。
儒學在朝鮮韓國在16世紀最顯著的蓬勃發展，經过趙光祖、李退溪與李栗谷的宣傳正式成为生活組成部分。
朝鮮王朝歷時五個多世紀，韓國儒學的進展的一個粗略的劃分是這樣的：
- 首一世紀政府管理儒學化，以朝鮮世宗為代表人物
- 第二個世紀:儒家哲學家的的黃金時代
- 第三世紀：由長子继承權力的父系血統為基礎系統,朱子學理气爭論历时360年
- 第五世紀：儒家系統崩潰，清朝與西方的遭遇面臨崩潰的，和日本侵略;儒學轉入地下，等待在第六世紀民國時期的復興。

在17世紀後期開始，一些儒者開始反对宋明理學的形而上學性質。這些學者主張更實際的社會改革，被稱為實學。

## 當代社會與儒學
如今宗庙与成均館已经是遊客景点，只剩下春秋二祭与祭孔还在举行。此外，儒學不一定被視為一種宗教，而是生活方式。